# Peter Heinrich August von Salviati
Peter Heinrich August von Salviati (* 25. März 1786 in Berlin; † 14. Februar 1856 in Weimar) war ein deutscher Diplomat.

## Leben

### Familie
Der Großvater von Peter Heinrich August von Salviati, Angelo Maria Salviati (* 1717; † 25. Februar 1782), wanderte um 1740 in Preußen ein.
Er war der Sohn von Carl Benjamin von Salviati (27. März 1751; † 18. Juli 1803 ebenda), Akzise- und Zollinspektor und Graveur und dessen Ehefrau Helene Anna Wilhelmine (* 13. Mai 1759 in Berlin; † 8. Mai 1835 ebenda), eine Tochter von Friedrich Wilhelm Culemann (1710–1760). Sein Bruder war Karl Wilhelm von Salviati, Hauptmann in preußischen Diensten.
Am 22. Februar 1823 heiratete Peter Heinrich August von Salviati in Brüssel Marie Dorothee Karoline (* 8. Mai 1802 in Brüssel; † 8. Mai 1871 in Dresden), Tochter des sächsischen Generalkonsul in Brüssel, Johann Heinrich Christian Wilhelm Rahlenbeck (1777–1849). Gemeinsam hatten sie zwei Söhne und eine Tochter:
- Karl von Salviati, auf Gossendorf und Busengraben (* 3. Dezember 1823 in Haag; † 18. August 1878 in Busengraben bei Vacha), preußischer Geheimer Oberregierungsrat, Agrajournalist,[7] wurde Jurist und ein führender Agrajournalist und Herausgeber.[8][9] verheiratet mit Helene (* 3. Juni 1821 in Weimar; † 10. August 1899 in Dresden), Tochter von Friedrich Wilhelm von Bielke (1780–1850), sächsischer wirklicher Geheimrat und Oberhofmeister;
- Alexander von Salviati (1827–1881), preußischer Generalleutnant und Großvater von Hans-Viktor von Salviati (1897–1945), der am 22. April 1945 wegen seiner Beteiligung am Aufstand vom 20. Juli 1944 von den Nationalsozialisten hingerichtet wurde, sowie Großvater von Dorothea von Salviati (1907–1972) die 1933 morganatische Ehefrau von Prinz Wilhelm von Preußen (1906–1940) wurde;

- Juliane Auguste Henriette Karoline Mathilde von Salviati (* 21. November 1832 in Stuttgart; † 25. März 1892 ebenda), war verheiratet in 1. Ehe mit dem sächsischen Premierleutnant Charles Frederick James William George Rocheid von Inverleith in Schottland[10] und in 2. Ehe mit Freiherr Julius Ernst Hermann Friedrich Georg Wilhelm von dem Bussche-Haddenhausen (1827–1882), Eltern des Diplomaten Hilmar von dem Bussche-Haddenhausen

### Werdegang
Peter Heinrich August von Salviati besuchte das französische Gymnasium in Berlin und studierte Jura von 1805 bis 1807 an der Universität Frankfurt (Oder). Nach dem Studium stand er allein in Berlin, weil er seinen Vater bereits 1803 verloren hatte und seine Mutter sowie seine Schwester sich, wegen der damaligen unruhigen politischen Verhältnisse auf dem Gut eines Onkels in Preußen aufhielten.
1809 erhielt er den Auftrag, die Prinzessin Charlotte von Preußen in Geschichte und der preußischen Literatur zu unterrichten, etwas später vertrat er Heinrich Menu von Minutoli, Erzieher des Prinzen Carl von Preußen, als dieser sich in einem mehrmonatigen Urlaub befand.
Im Februar 1813 begab er sich nach Breslau, um dem König in der Armee dienen; weil jedoch sein Bruder, Wilhelm von Salviati, bereits als Offizier diente, und man die Fähigkeiten von Peter Heinrich August von Salviati anders nutzen wollte, wurde er Hilfsarbeiter im Kriegsministerium. Später wurde er dem Generalgouverneur der mecklenburgischen Lande und der Hansestädte, Dawid Maximowitsch Alopaeus, als Attaché beigegeben und blieb bei diesem bis zur Auflösung des General-Gouvernements.
Im August 1813 sandte ihn der Staatskanzler Karl August von Hardenberg in besonderen Aufträgen nach London. Als er im Dezember 1813 aus London zurückkehrte, wurde er zum Legationssekretär bei der königlichen Gesandtschaft in Haag ernannt, arbeitete jedoch bis zum Pariser Frieden in dem Büro des Staatskanzlers, dem er nach Paris folgte.
1816 erfolgte seine Ernennung zum Legationsrat und er ging auf seinen Dienstposten in Haag.
Weil der Chef der königlichen Gesandtschaft in Den Haag häufig abwesend war, führte Peter Heinrich August von Salviati die Geschäfte fast ganz allein und erwarb sich hierbei die Anerkennung des Ministers; nachdem der Gesandte Franz Ludwig von Hatzfeldt im Mai 1822 nach Wien versetzt wurde, wurden Peter Heinrich August von Salviati die Aufgaben des Gesandten übertragen.
Ab Mai 1824 war er etwa ein Jahr lang königlicher Geschäftsträger in Madrid in Vertretung des Gesandten. Nach seiner Rückkehr aus Spanien 1825 verbrachte er längere Zeit in Berlin und widmete sich dort den Angelegenheiten der französischen Kolonie, zu welcher seine Familie seit ihrer Niederlassung in Preußen gehörte. Er war dort Kirchenältester und Mitglied des Konsistorium der Kolonie.
1828 wurde er zum Wirklichen Geheimen Legationsrat ernannt und ging als Geschäftsträger nach Stuttgart, eine Stellung, die er als Ministerresident und zugleich beim Fürsten von Hohenzollern akkreditiert, zehn Jahre lang ausübte. 1839 wurde er aus Stuttgart abberufen, blieb aber noch einige Zeit am hohenzollern'schen Hof akkreditiert und lebte dann in Berlin.
1841 wurde er zum Ministerresidenten am großherzoglichen Hof in Weimar ernannt. Dieser Dienstposten wurde 1848 aufgehoben, worauf er beschloss, aus dem diplomatischen Dienst auszuscheiden. Den Rest seines Lebens verbrachte er in Weimar.

## Ehrungen
- Während der Koalitionskriege erhielt er das Eiserne Kreuz am weißen Bande.
- Für seine Verdienste in Madrid erhielt er den Roten Adlerorden 3. Klasse und das Komturkreuz mit dem Stern vom spanischen Orden Karls III.
- 1828 erhielt er von König Wilhelm das Ritterkreuz des Orden vom Niederländischen Löwen.
- Am 12. September 1830 wurde er gemeinsam mit seinem Bruder Wilhelm in den Preußischen Adelsstand aufgenommen.[11]
- Von Seiten Württembergs wurden seine Verdienste um das Zustandekommen des Zollvereins durch die Verleihung des Komturkreuzes vom Orden der Württembergischen Krone anerkannt.
- 1833 erhielt er die Schleife zum Roten Adlerorden.
- 1836 wurde ihm der Königlich Preußische St. Johanniterorden verliehen.
- 1848 wurde ihm das Komturkreuz mit dem Stern des Herzoglich Sachsen-Ernestinischen Hausordens sowie auch des Hausordens vom Weißen Falken verliehen.